# Lennart Elworth
Stig Lennart Birger Elworth, född 5 februari 1927 i Surahammar, död 24 juni 2023 i Ekerö distrikt, var en svensk serie- och satirtecknare samt illustratör. Som serieskapare var Elworth mest känd för 47:an Löken, som han skapade och tecknade mellan 1967 och 1985.
Elworth illustrerade även flera av Bengt Linders barnböcker om Knoppen och Toppen. Under många år tecknade han det populära korsordet Stora familjenöjet i veckotidningen Året Runt.